# 阪神タイガースLive!
阪神タイガースLive!（はんしんタイガースライブ）は、毎日放送と阪神タイガースの甲子園球場での公式映像を製作するTigers-aiが共同で実施しているインターネットでの公式戦実況中継のタイトルである。2000年からスタートしたが、2006年をもってサービスを終了した。
映像はTigers-aiが製作したものを使用し、それに毎日放送ラジオ（MBSタイガースナイター）の実況音源をかぶせて中継を行う。対象となるのは甲子園での阪神主催ゲームのうち巨人戦を除く年間50試合前後（セ・パ交流戦も含む）となる。利用は有料制で「MBS BB 見聞録+Plus」の会員登録をしていることが条件。1試合単位で申し込む当日チケットと全試合を申し込めるシーズンチケットの2種類からなる。チケット申し込みをすると当日チケット会員は翌日の10:00まで、またシーズンチケット会員はシーズン終了（10月末）までの間、その年の試合を何回でも閲覧できるようになっている。